# گوش‌بین

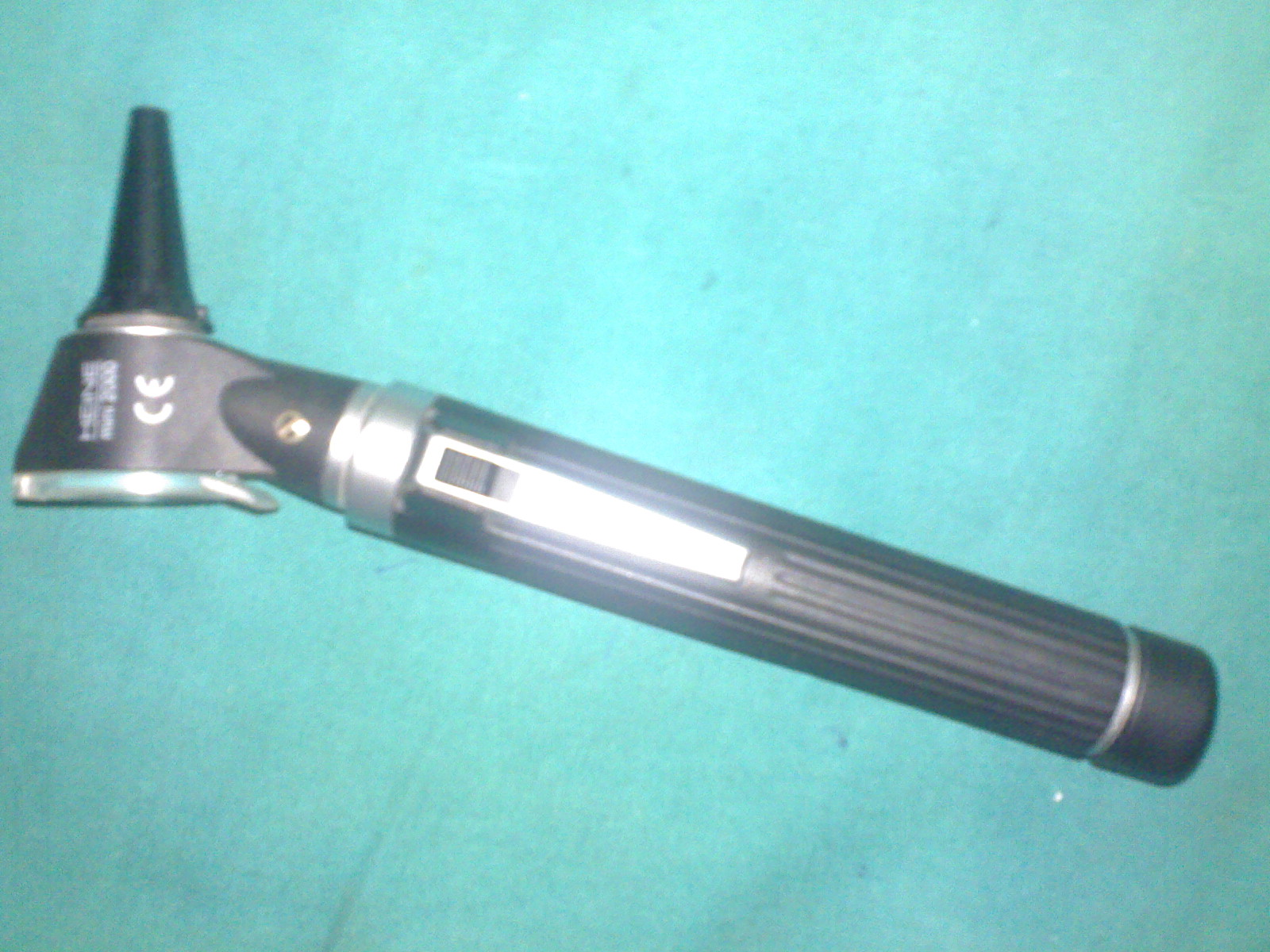
گوش‌بین.

گوش‌بین یا اوتوسکوپ (به آلمانی: Otoscope) یا اوریسکوپ یکی از تجهیزات پزشکی است که از آن برای معاینه بصری مجرای گوش خارجی و پرده صماخ استفاده می‌شود. متولیان سلامت از این وسیله برای معاینه عمومی به دنبال بیماری یا معاینه برای یافتن سندرم‌های گوش استفاده می‌کنند. اتوسکوپ یک دید از مجرای گوش و پرده گوش می‌دهد. از آنجا که پرده گوش، گوش بیرونی را از گوش میانی جدا می‌کند، خصوصیات آن می‌تواند بیانگر بیماری‌های مختلفی در فضای گوش میانی باشد. وجود جرم گوش، پوست‌های ریخته، چرک، ,ورم، جسم خارجی و چند نوع بیماری مجرای شنوایی می‌توانند هر دیدی به پرده گوش را تار کرده و به این ترتیب کیفیت معاینه گوش را با یک اوتوسکوپ معمولی مختل کند.
گوش بین‌های مورد استفاده معمولی شامل یک دسته و یک سر هستند. قسمت سر وسیله شامل یک منبع نور و یک ذزه بین کم قدرت ساده_معمولا (8 diopters (3.00x Mag_می‌شود.
گوش‌بین دارای بدنه فلزی، چراغ، قسمت داخل مجرایی و ذره بین است. معمولاً نور دستگاه با باتری و گاه برق شهری تأمین می‌شود.